# کهنک (دماوند)
کهنک (دماوند)، روستایی از توابع ییلاقی بخش مرکزی شهرستان دماوند در استان تهران ایران است.  
این روستا در فاصله ۹۰ کیلومتری شهر تهران واقع شده‌است.یکی از خوش آب و هوا ترین روستاهای اطراف تهران در منطقه مرکزی دماوند است که به نحوی تا کنون ناشناخته باقی مانده است. از تهران که به سمت فیروزکوه می روید، این روستا در فاصله 35 کیلومتری فیروزکوه قرار دارد.
در تقسیم بندی بخش مرکزی دماوند به ۳ قسمت تقسیم می شود قسمت اول ابرشیوه قسمت دوم جمع آبرود و قسمت سوم تاررود است که روستای کهنک در دهستان ابرشیوه قرار گرفته است.
برای رسیدن به این روستا باید از مناطق آبسرد - آینه ورزان - جابان - سربندان و آرو گذر کرد. پس از این مسافتی نزدیک به 3 کیلومتر طی می‌شود و یک خروجی از جاده اصلی تهران فیروزکوه به سمت منطقه باستانی ابرشیوه وجود دارد؛ که روی تابلو آن نام روستاهای کهنک - یهر - مومج - دهنار و هویر درج گردیده‌است و در انتهای این مسیر به دریاچه تار می رسد.
کهنک اولین روستا در مسیر این جاده خروجی از جاده اصلی تهران - فیروزکوه است.به نقل از اهالی روستا کهنک یعنی کهن‌ده یا ده‌کهن، نام این روستا حاکی از قدمت زیاد آن دارد؛ بافت ده نیز نشان از رنگ و بوی اصیل این روستاست.
روستای کهنک در دامنه کوهپایه رشته کوه البرز یا به اصطلاحی دامنه قره داغ واقع شده که این روستا بسیار خوش آب و هواست؛ در این روستا کشاورزی و دامداری همچنان به سنت قدیم برقرار است و مردمانی بسیار خون گرم و مهمان‌دوستی نیز دارد.
در ابتدای جاده کهنگ چشمه ای با آب گوارا وجود دارد که به چشمه حضرت عباس معروف است .روستای کهنگ در دامنه جنوبی ارتفاعات شمالی مشرف بر رودخانه پر آب دلیچایی و جاده تهران – فیروزکوه و با فاصله ۳ کیلومتری آن و در ۳۵ درجه و ۴۱ دقیقه و ۷/۲۳ ثانیه عرض جغرافیایی و در ۲۵ درجه و ۲۹ دقیقه و ۲/۱۱ ثانیه طول جغرافیایی در ارتفاع ۲۱۸۷ متر از سطح دریا واقع شده است. محصولاتی مانند سیب، گردو، گلابی از میوه‌های این روستا هستند. 
این روستا در سینه کش کوه قرار گرفته و در تابستان حدود ۵۰ خانوار جمعیت دارد و به لحاظ ساختار معماری و موقعیت قرار گیری خانه ها بسیار شبیه روستای تاریخی ماسوله می باشد (به ماسوله ی دماوند معروف است) و توسط جاده شوسه ای که طول آن حدود ۳ کیلومتر است در ضلع شرقی پل بزرگ دلیچایی به جاده آسفالته تهران – فیروزکوه متصل می گردد . اهالی روستا بیشتر به کار دامداری و تولید مواد لبنی و تعداد اندکی نیز به کار کشاورزی مشغول می باشند .
در داخل روستا تنها اثر تاریخی موجود در آن قلعه دیدبانی می باشد که در منتهی الیه ارتفاعات شمالی روستا واقع شده است که به نام شیرخشت قلعه معروف است .
کهنک؛ روستایی با معماری شبیه روستای تاریخی ماسوله در دماوند
کهنک به لحاظ ساختار معماری و موقعیت قرارگیری خانه‌ها بسیار شبیه روستای تاریخی ماسوله است. به همین خاطر آنرا ماسوله ی دماوند می نامند. چند تن از سالمندان ده نیز نقل می‌کنند که پنج نسل پیش از آنها در این ده ساکن بودند و به خاطر دارند که پدربزرگ آن‌ها برایشان از پدر بزرگ خود گفتند.
محصولاتی مانند سیب، گردو، گلابی از میوه‌های این روستا هستند. در بعضی از سال‌ها در فصل سرما به علت برودت شدید هوا، درختان میوه دچار سرمازدگی می‌شوند.

## جمعیت
این روستا در دهستان ابرشیوه قرار دارد و براساس سرشماری مرکز آمار ایران ، جمعیت آن 130 نفر (حدود 50 خانوار) بوده‌است. مردم این روستا از قومیت طبری هستند و به زبان طبری دماوندی که گویشی از زبان مازندرانی می باشد صحبت می کنند.